# ريتشارد بينيت هوبارد
وهو سياسي أمريكي ينتمي إلى الحزب الديمقراطي ولد ريتشارد بينيت هوبارد في الأول من شهر تشرين الثاني من سنة 1832 في مقاطعة والتون في ولاية جورجيا الأمريكية كان هوبارد حاكما على ولاية تكساس ما بين عامي 1876 إلى عام 1879 توفي ريتشارد بينيت هوبارد في 12 تموز من سنة 1901 في مدينة تيلر بولاية تكساس.